# Álvaro Núñez de Lara (m. 1218)
Álvaro Núñez de Lara (c. 1170-Toro, 1218) fue un magnate castellano que desempeñó un papel clave, como otros miembros del linaje Lara, en los acontecimientos políticos y bélicos de los reinos de León y de Castilla al final del XII y principios del XIII. Investido con la dignidad condal desde 1214, fue alférez del rey Alfonso VIII de Castilla, regente durante la minoría de edad del joven rey Enrique I, y después mayordomo de Alfonso IX de León.  Se enfrentó a la reina Berenguela y a su hijo Fernando III y apoyó al rey de León durante la guerra castellano-leonesa de 1217-1218. Terminó sus días como freire de la Orden de Santiago en cuyo monasterio de Uclés recibió sepultura.

## Entorno familiar
Su padre, el conde Nuño Pérez de Lara, descendiente de los condes de Castilla, fue regente durante la minoría de edad de Alfonso VIII de Castilla mientras que su madre, Teresa Fernández de Traba, era miembro de la poderosa casa gallega de los Traba y descendiente, por línea bastarda, del rey Alfonso VI de León. Una vez fallecido el conde Nuño en 1177, Teresa contrajo matrimonio con el rey Fernando II que se convirtió así en el padrastro de sus hijos quienes se criaron en la corte con el futuro rey de León, Alfonso IX. Años más tarde, Álvaro recordaría el encumbrado matrimonio de su madre en una donación al monasterio de Sobrado llamándose ...filius comitis domni Nunonis et regine domne Tarasie.
Sus hermanos Fernando y Gonzalo también fueron condes y tuvieron una participación destacada en los acontecimientos políticos y militares de la época. Fernando fue alférez real del rey Alfonso VIII. Sin embargo, su desmedida ambición lo enfrentó al monarca y tuvo que abandonar Castilla y buscar refugio en Marrakech donde falleció en 1220. La vida de su otro hermano, Gonzalo, padre del conde Nuño González de Lara el Bueno transcurrió en el reino de León.

## Primeros años antes de la derrota
En el monasterio de las Huelgas, próximo a Burgos, se exhibe un bonete de color crema recamado de calderas de un tono rojizo. Data de comienzos del siglo XIII y su estado de conservación es casi perfecto, tras haber permanecido siglos herméticamente guardado en la tumba de piedra del rey Enrique I de Castilla (reinó 1214 a 1217). Pero el bonete no era de Enrique. Se piensa, en cambio, que perteneció a Álvaro Núñez de Lara, y las calderas pueden ser muy bien la más antigua representación del escudo heráldico de la familia (...) La presencia del bonete en la tumba del joven rey constituye una ilustración gráfica del predominio político de los Lara en este periodo; y, en cierto sentido, es también un símbolo del desastre que iba a abatirse sobre ellos.

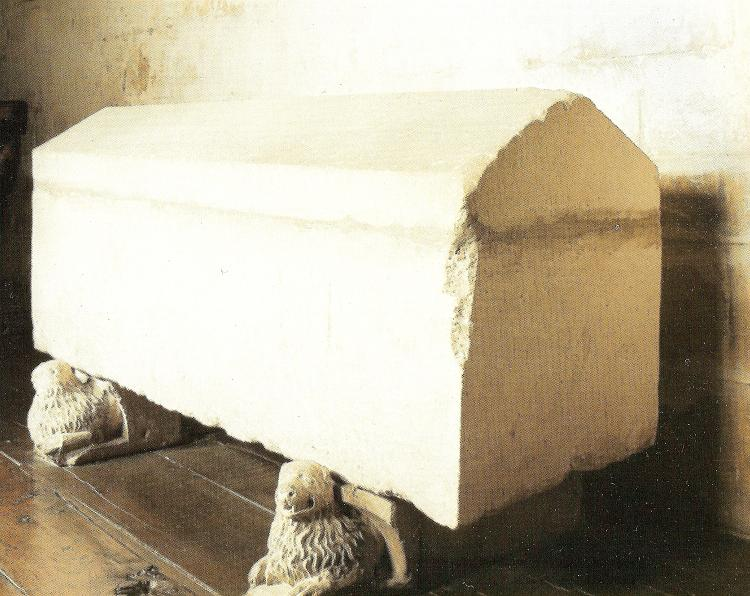
Sepulcro del rey Enrique I de Castilla. Monasterio de las Huelgas de Burgos.

Al morir su padrastro, el rey Fernando II, Álvaro se estableció en la corte castellana donde ya se encontraban sus dos hermanos y a partir de enero de 1196, comenzó a confirmar diplomas regios. Fue durante esta época cuando hubo un acercamiento de los Lara con Diego López II de Haro y posiblemente fue en esas fechas cuando se concertó su matrimonio con Urraca, hija del señor de Vizcaya a quien sustituyó como alférez real en mayo de 1199,  cargo que desempeñó hasta 1201, cuando lo cedió a su hermano Fernando que había vuelto a Castilla, y después entre 1208 y 1217. Se halló con sus hermanos Fernando y Gonzalo en la batalla de Las Navas de Tolosa el 16 de julio de 1212, portando el pendón real. La Crónica latina de los reyes de Castilla narra el desempeño del conde de Lara en dicha batalla:

Entonces don Álvar Núñez, que teníe la seña del rrey, quando no pudo fallar lugar por do entrasen, volvió las rriendas al cauallo e diole en las espuelas a desora e saltó dentro sobre los moros. E los caualleros, quando esto vieron, fizieron eso mesmo; desa guisa fue el corral quebrantado firiendo e mantando en los moros.

En agradecimiento por el valor demostrado por el conde en la batalla que marcó un hito en la reconquista, el 31 de octubre de 1212 Alfonso VIII entregó la villa de Castroverde a Álvaro: «mi amado y leal vasallo (...) en recompensa por los muchos servicios voluntarios que me habéis prestado y fielmente cumplido, e igualmente esforzado por cumplir cada día hasta hoy mismo; y cuánto más en recompensa por el servicio, que debe ser particularmente encarecido, que me habéis hecho en el campo de batalla cuando portabais mi estandarte como un hombre valeroso».  Años más tarde, el 18 de mayo de 1217, el magnate donó dicha villa a la Orden de Santiago.
El infante Fernando, hijo de Alfonso IX de su primer matrimonio con Teresa de Portugal y heredero del corona de León, falleció en agosto de 1214 con veintidós años de edad. Berenguela y su padre el rey Alfonso VIII albergaban la esperanza de que el infante Fernando, hijo del segundo matrimonio del rey Alfonso IX y Berenguela, sucediera a su padre, aunque antes era necesario llegar a un acuerdo con los leoneses y portugueses para anular los derechos al trono de las hermanas del recién fallecido infante, Sancha y Dulce.
Sin embargo unos meses después, el 6 de octubre de 1214, falleció el rey Alfonso VIII de Castilla y la corte decidió que fuese su hijo Enrique I de Castilla el que heredaría la corona. Antes de fallecer, el monarca había encargado a los obispos, a su amiga la condesa Mencía López de Haro, y a su mayordomo, Gonzalo Rodríguez Girón, albaceas de su testamento, que velaran por el cumplimento de sus mandas y asegurasen su sucesión.  La viuda del rey castellano Leonor de Plantagenet cedió la custodia del heredero a Berenguela. Semanas después, la reina Leonor falleció y dejó la tutoría del infante Enrique y la regencia a su hija Berenguela y a los prelados de Palencia y de Toledo.
Algunos nobles consideraron que la regencia de Berenguela se apoyó demasiado en el obispo de Palencia, Tello Téllez de Meneses, y en Rodrigo Jiménez de Rada, arzobispo de Toledo, lo cual indignó a los magnates y, según la Crónica latina de los reyes de Castilla, «una mayoría de los barones acordó que Álvaro Núñez fuera regente en nombre del rey y tomara a su cargo el cuidado del reino». El conde de Lara, según De rebus Hispaniae sobornó a un caballero de Palencia, el custodio del joven rey, García Lorenzo, para que les entregara a Enrique, a lo cual accedió Berenguela de mala gana. Ante los hechos consumados y con el consenso de los ricoshombres y prelados del reino, el conde de Lara tuvo que jurar que ni él, ni sus hermanos u otros nobles «... quitarían ni darían tierras a nadie, ni guerrearían con los reyes vecinos, ni impondrían tributos...so pena de ser reos de alta traición». Según afirmaba el obispo de Toledo Jiménez de Rada, la ambición de los Lara era controlar el reino, tal como había hecho el padre de Álvaro, el conde Nuño Pérez de Lara, cuando había ejercido la regencia desde 1164 hasta 1169 durante la minoría de edad del rey Alfonso VIII. Fue en estas fechas cuando Álvaro recibió la dignidad condal.
De rebus Hispanie de Jiménez de Rada es la fuente principal para los acontecimientos ocurridos estos años recogidos en la Estoria de España. La objetividad del arzobispo en su relato de los hechos debería ser tomada con cautela debido a su simpatía por la realeza, su desprecio de los Lara y su empeño «en promover los intereses de Toledo sobre Santiago y Sevilla». Durante sus años como regente, el conde Álvaro se enemistó con los eclesiásticos y abusó de su posición, especialmente en 1215 cuando, aprovechando que varios obispos se encontraban fuera del reino en el IV Concilio Lateranense (1215-1216), atentó contra los privilegios y rentas y usurpó las tercias (parte de los diezmos eclesiásticos de las iglesias). No obstante, el 15 de febrero de 1216, el conde se disculpó públicamente y prometió que no volvería a cobrar dichas tercias o sugerir que se impusieran.
En abril de 1216, haciendo gala de su poder, el conde de Lara confirmó un documento en el monasterio de Sahagún, reinando Enrique en Toledo y en Castilla y Albaro Nunnez totam terram sub eo regente, y desestabilizó la situación política al excluir a otros magnates del centro de poder.  Un caso notable fue el de Gonzalo Rodríguez Girón, removido en 1216 de su cargo como mayordomo real que había desempeñado durante dieciocho años. Otros ricoshombres, como Lope Díaz de Haro, Álvaro Díaz de Cameros, Alfonso Téllez, y el propio arzobispo de Toledo también fueron marginados.
En la primavera de 1216, el conde intentó convencer al rey Alfonso IX para que su anterior esposa, la reina Berenguela, devolviera sus castillos. Pudo ser por este motivo que Berenguela decidió enviar a su hijo con su padre para asegurar la sucesión del infante en León. En esas fechas, por insistencia de algunos nobles se convocaron unas cortes a las que no asistió Berenguela, o bien porque no fue avisada o por decisión propia. Los magnates Lope Díaz de Haro, Gonzalo Rodríguez Girón, Álvaro Díaz de los Cameros, Alfonso Téllez de Meneses, y el arzobispo de Toledo Jiménez de Rada acudieron a Berenguela, que se encontraba en el monasterio de Huelgas en Burgos para pedirle que interviniera y reaccionara ante los atropellos cometidos por el conde Álvaro.
Poco después, el conde Álvaro se trasladó a Medina del Campo con el rey Enrique y después a Ávila donde fue armado caballero. Escribió a Berenguela, advirtiéndole que no debería actuar en contra de la casa del rey, o sea, contra la corte que él regentaba. En esas fechas, el conde negoció el matrimonio del joven Enrique con Mafalda, hija del rey Sancho I de Portugal, enlace que fue anulado posteriormente a instancias de la reina Berenguela por los obispos de Burgos y Palencia obedeciendo las órdenes del Papa Inocencio III. Después, Álvaro negoció con el rey de León, Alfonso IX, el matrimonio de su hija Sancha con Enrique I. Si el matrimonio se hubiera llegado a celebrar — frustrado por la muerte del joven rey — Enrique se hubiera convertido en el heredero de la corona de León.
En el otoño de 1216, el conde Álvaro, alegando que actuaba en nombre de Enrique I, reclamó a Berenguela la entrega de varios castillos, entre ellos los de Burgos, San Esteban de Gormaz, Curiel, Valladolid, Hita, así como los puertos en el cantábrico, todos conformando las arras entregadas previamente por Alfonso IX a Berenguela con motivo de su matrimonio.  Berenguela pidió explicaciones a su hermano Enrique, quien negó estar al corriente de tal solicitud por parte del regente y, alarmado por los desmanes cometidos por el conde, intentó reunirse con su hermana. Enterado el conde, ordenó matar al mensajero que la reina había enviado a la corte para saber cómo se encontraba su hermano y para cerciorarse de las actividades del conde. La crónica del arzobispo Jiménez de Rada cuenta que el conde de Lara falsificó una carta de Berenguela, supuestamente siguiendo los consejos de los magnates de Tierra de Campos, los Téllez de Meneses y Girón que la apoyaban abiertamente, instando a asesinar a Enrique. Debido a la parcialidad demostrada por Jiménez de Rada y su apoyo incondicional a Berenguela, puede ser que la carta fuese auténtica y no una falsificación de Álvaro Núñez de Lara como relató el arzobispo. Sea como fuere, la oposición al conde Álvaro aumentó después de estos sucesos. Rodrigo González de Valverde, un caballero fiel a Berenguela, intentó organizar una reunión entre Berenguela y su hermano Enrique, pero fue capturado y llevado preso al castillo de Alarcón por órdenes del conde de Lara.

## Año de gran tensión en Castilla
Según la Crónica latina de los reyes de Castilla, el año 1217 fue de gran tensión, quanta nunquam fui tantea in Castella. El mayordomo real, Gonzalo Rodríguez Girón, fue sustituido por Martín Muñoz de Hinojosa y se nota la ausencia en los diplomas de otros magnates afines a Berenguela como los Téllez de Meneses y la parentela de los Girón, los Haro y los Cameros. También el conde de Lara realizó cambios en la chancillería.
El alferiz et procurator regis et regni, tal como se intitulaba en la documentación, procuró que le entregaran todos los castillos del reino, posiblemente para colocar tenentes y alcaides de su confianza. Esto le enfrentó a una gran parte del estamento de la nobleza que veía como el Lara acaparaba más y más poder. En el bando opuesto se encontraban los Téllez de Meneses, Girón, Haro y Cameros, cuya ausencia en la curia se nota desde febrero de 1217. En el mismo mes, acudió con el rey Enrique a Valladolid, posiblemente, como último intento de evitar una guerra. El nuevo mayordomo del rey, Martín Muñoz de Hinojosa, envió una carta a la reina Berenguela solicitando la devolución de los castillos de Burgos y Valladolid así como los puertos en el Cantábrico. Salvo el de Valladolid, parece que entregó los demás aunque esto no evitó el conflicto. Berenguela se encontraba en el castillo de Autillo, controlado por los Girón. El conde Álvaro se negaba a renunciar el poder. Las crónicas mencionan que los Girón, García Fernández de Villamayor, Guillén Pérez de Guzmán, yerno de Gonzalo Rodríguez Girón, así como Gil Manrique marcharon a Autillo para apoyar a Berenguela. El señor de Vizcaya, Lope Díaz de Haro se atrincheró en Miranda de Ebro con unos trescientos caballeros. Enterado el conde de Lara, envió a su hermano Gonzalo que acudió con un ejército superior. Los eclesiásticos evitaron que hubiese una batalla y Gonzalo regresó a la corte mientras que Lope Díaz de Haro se reunió con Berenguela en Autillo.

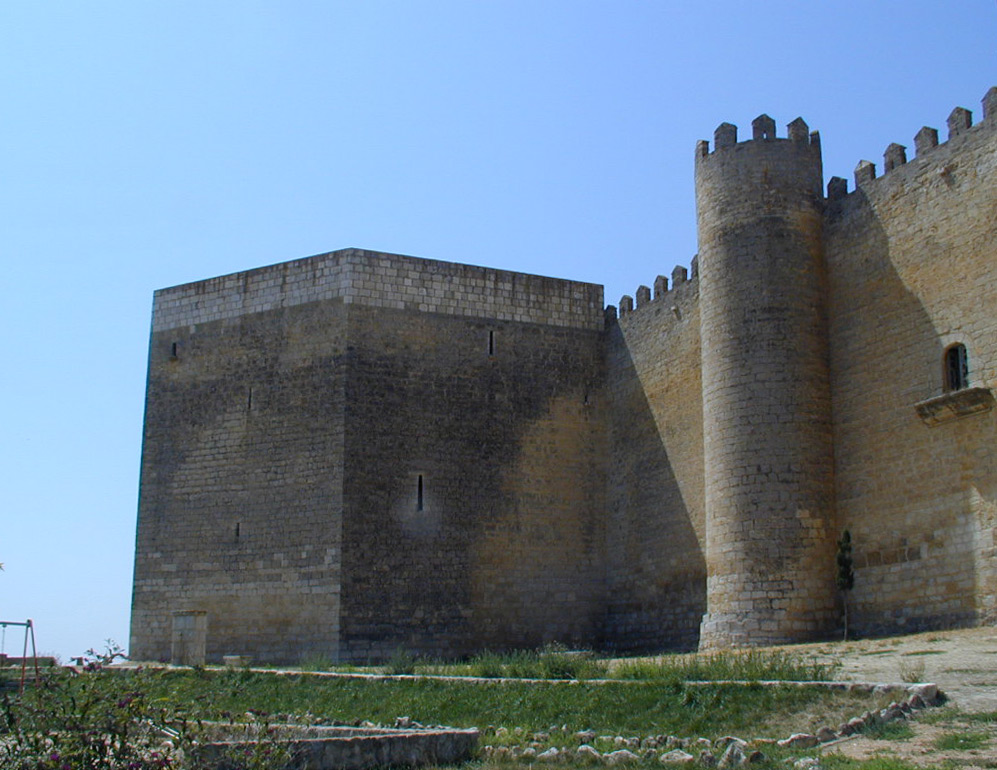
Castillo de Montealegre de Campos

En marzo de 1217, Álvaro, acompañado por sus hermanos los condes Fernando y Gonzalo, Martín Muñoz de Hinojosa, García Ordóñez, Guillermo González de Mendoza, y otros nobles, realizó una incursión en Tierra de Campos donde estaban heredados los Girón y Téllez de Meneses, causando grandes destrozos en el valle de Trigueros. Después cercaron el Castillo de Montealegre donde era tenente Suero Téllez de Meneses cuyos parientes, Gonzalo Rodríguez Girón y Alfonso Téllez de Meneses, acudieron a su auxilio con sus mesnadas aunque se retiraron y evitaron entrar en batalla al enterarse de que el joven rey Enrique se encontraba en la hueste del regente. Alfonso Téllez rindió el castillo y marchó a Villalba del Alcor, perseguido por las tropas del conde de Lara, donde defendió el castillo durante el asedio que duró unos sesenta días sin poder contar con el apoyo de los nobles que se encontraban en Autillo. Seguidamente, las tropas del conde de Lara marcharon contra Autillo y Palencia y sitiaron a Berenguela y los nobles que la apoyaban. Lope Díaz de Haro y Gonzalo Rodríguez Girón marcharon a la corte de León para pedir que el infante Fernando fuera en auxilio de su madre. El rey Enrique, mientras tanto, levantó el sitio a Autillo al mismo tiempo que el conde de Lara se dirigió a Frechilla, devastando las posesiones del Girón.  Berenguela se vio obligada a buscar una tregua, renunciando las plazas que ahora se encontraban en poder del rey Enrique y el conde Álvaro. Durante la ausencia del infante Fernando de la corte leonesa, Álvaro obtuvo el cargo de mayordomo mayor del rey a finales de 1217 y Sancho Fernández de León, hijo de la reina Urraca López de Haro y del rey Fernando II de León, le sustituyó como alférez real. El conde Álvaro y la corte castellana se instalaron en el palacio episcopal de Palencia. El obispo de esa ciudad en esas fechas era Tello Téllez de Meneses, hermano de Alfonso y de Suero Téllez de Meneses y pariente de los Girón.

## Muerte de Enrique I, abdicación de Berenguela y sucesión de Fernando III

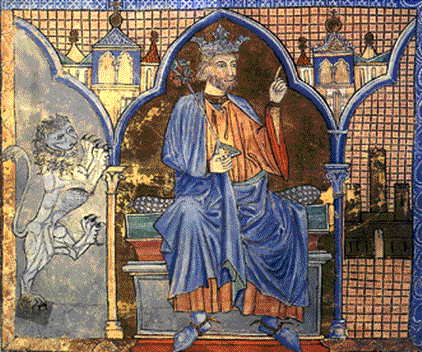
Fernando III.

El conde de Lara se había instalado en mayo de 1217 en el palacio episcopal de Palencia con la corte castellana y el rey Enrique. El día 26 de ese mes, el joven rey Enrique sufrió un accidente mientras jugaba con otros adolescentes en el patio del palacio episcopal cuando una teja que se desprendió del techo le golpeó en la cabeza causando una grave herida. Este accidente marcó el comienzo del declive del conde de Lara quien intentó ocultar los acontecimientos y trasladó el cadáver de Enrique al castillo en Tariego. Berenguela se enteró del fallecimiento de su hermano casi de inmediato, probablemente gracias a sus espías en la corte leonesa. Se encargó de recuperar el cadáver de su hermano Enrique y de trasladarlo al panteón familiar en el monasterio de Las Huelgas en Burgos donde recibió sepultura.
Mientras tanto, Berenguela solicitó que su hijo, el futuro rey Fernando III de Castilla, que se encontraba con su padre el rey Alfonso IX en Toro, se reuniera con ella. Encargó esta misión a tres de sus colaboradores más leales, Gonzalo Rodríguez Girón, Alfonso Téllez de Meneses, y Lope Díaz II de Haro para que convencieran a su padre, el rey Alfonso IX, que el infante Fernando se reuniera con su madre, sin desvelar los planes para la sucesión de la Corona castellana, y para que lo compañaran hasta Autillo de Campos donde se encontraba con el pretexto de que el castillo en esta localidad había sido atacado, ocultando el fallecimiento de su hermano Enrique.  Aunque las infantas Sancha y Dulce rechazaron las explicaciones dadas por los magnates, finalmente las convencieron de que Enrique se encontraba sano y salvo y lograron llevarse al infante Fernando a reunirse con su madre en Autillo donde poco después Fernando fue aclamado rey. Esto se hizo sin la aprobación de la corte y los consejos de las villas más importante de Castilla que se reunieron en Segovia y después en Valladolid para tratar el tema de la sucesión. Algunos se decantaron por el cumplimento del Tratado de Sahagún por el cual Alfonso IX sería proclamado rey de Castilla, unificándose así las dos coronas, o bien el trono correspondería a Berenguela, opción que triunfó. Berenguela inmediatamente abdicó en su hijo quien fue proclamado rey el 2 de julio de 1217 en Valladolid.

E disseron todos per huna voz que os castelanaos nunca seeriam so o senhorío dos franceses nen dos leones, mas sempre averyam rey e senhor de linha dos reys que form de Castella.

## Guerra entre los dos reinos y derrota del conde de Lara
Aunque Berenguela era la mayor de los hijos de Alfonso VIII de Castilla, el conde de Lara había pretendido que Blanca de Castilla, reina consorte de Francia por su matrimonio con Luis VII, sucediera al recién fallecido rey Enrique, enviando un comunicado que ella rechazó y pidió que los castillos que el conde le había ofrecido, fueran entregados a su hermana Berenguela. Berenguela y el rey Fernando III se trasladaron seguidamente a Palencia. Las tropas de Fernando marcharon a Dueñas donde los partidarios de Fernando entablaron negociaciones para poner fin a las hostilidades. El conde Álvaro reprochó a Berenguela la precipitada coronación de Fernando y pidió la custodia de Fernando, aunque la edad del nuevo rey de Castilla ya rondaba los dieciséis años. Las pretensiones del conde de Lara fueron desestimadas y el rey Fernando y su comitiva marcharon a Valladolid.
El 4 de julio, dos días después de la coronación de Fernando III, su padre, el rey Alfonso IX, que aún no había renunciado a sus pretensiones al trono de Castilla, marchó hacia la ciudad de Pisuerga y después entró en Tierra de Campos y ocupó Urueña, Villagarcía, Castromonte y Arroyo. Mientras tanto, el infante Sancho Fernández de León quien en esas fechas era alférez real y tenente de León, Salamanca y otros lugares, penetró por Ávila aunque tuvo que retirarse debido a que las milicias concejiles repelieron su incursión. El rey Fernando III intentó llegar a un acuerdo con su padre para que renunciara a la Corona castellana. Alfonso IX llegó a proponer que se concediera una dispensa papal para unirse otra vez en matrimonio con Berenguela, reconociendo los derechos de esta a la corona de Castilla, y que ambos reinos se unieran a la muerte de ambos y fueran sucedidos por su hijo Fernando III como único rey.
Los castellanos rechazaron la propuesta y Alfonso IX se encaminó entonces hacia Burgos para tomar la ciudad. Berenguela y sus colaboradores enviaron a Lope Díaz II de Haro y a los hermanos Rodrigo y Álvaro Díaz de Cameros a proteger Dueñas temiendo un ataque de las tropas del rey leonés. Aconsejado por Álvaro Núñez de Lara, el rey de León se dirigió hacia Burgos por Laguna de Duero, Torquemada y Tordómar, devastando a su paso las posesiones del mayordomo de Berenguela, García Fernández de Villamayor. Decidió finalmente regresar a tierras leonesas después de sopesar la dificultad de tomar Burgos.  Por su paso por Palencia, arrasó las tierras de sus enemigos, los Girón y los Téllez de Meneses y avanzó hasta Torremormojón. Mientras tanto, llegaron a la corte castellana, instalada en Palencia, las tropas de Ávila y de Segovia para apoyar al rey Fernando III quien ya había recuperado el control de Burgos, Lerma, Lara, y Palenzuela, salvo Muñó que se mantenía fiel al conde de Lara. A mediados de agosto de 1217, Fernando entró en Burgos donde fue aclamado rey. Quedaban varias fortificaciones por recuperar, incluidas Belorado, Nájera, Navarrete y San Clemente. Las dos primeras se mantuvieron fieles al conde Gonzalo, hermano de Álvaro Núñez de Lara, mientras que las dos últimas se rindieron. En represalia, el conde Álvaro avanzó hacia Belorado y saqueó y asoló la villa.
En septiembre de 1217, el rey de Castilla abandonó Burgos y se dirigió rumbo a Palencia. El conde Fernando Núñez, hermano de Álvaro, organizó una emboscada en Revilla-Vallejera que no prosperó al no lograr sorprender la hueste del rey castellano. El conde Álvaro intentó otra emboscada a las afueras de Herreruela. El día 20 de ese mes, los hermanos Alfonso y Suero Téllez más Álvaro Rodríguez Girón, hermano de Gonzalo, sorprendieron a los hermanos Lara que escaparon, menos el conde Álvaro que fue capturado y hecho prisionero en Valladolid donde fue obligado, como condición sine qua non para recuperar su libertad, la entrega de las fortalezas que controlaba, incluyendo Alarcón, Cañete (Cuenca), Tariego, Amaya, Villafranca Montes de Oca, Cerezo de Río Tirón, Pancorbo, Belorado, y otras plazas.
Estando ya de vuelta en León, donde continuaba ejerciendo el cargo de mayordomo real, los reyes de León y de Castilla acordaron una tregua en noviembre de 1217 en la que intervino Álvaro y su hermano Fernando Núñez de Lara. Sin embargo, la paz no prosperó y, posiblemente, alentado por el conde Álvaro, Alfonso IX realizó en la primavera de 1218 otra incursión en tierras castellanas y tomó la fortaleza de Valdenebro próxima a Medina de Rioseco. El conde de Lara intentó recuperar los castillos que había sido obligado a ceder cuando había sido capturado y encarcelado y ofreció a cambio la devolución de Valdenebro a lo cual se negó Fernando III. El rey de Castilla acudió a Tordehumos desde donde resistió las incursiones de los Lara quienes, a su vez, convencieron a Alfonso IX a romper la tregua y a atacar el reino de Castilla.
Desde Salamanca, avanzaron las tropas del rey Alfonso IX. Su hijo Fernando III decidió realizar su primera incursión en el reino de León, enviando al señor de Vizcaya, a Álvaro Díaz de Cameros, así como a García Fernández de Villamayor. Sin embargo, pronto tuvieron que retroceder y buscar refugio en Castrejón que después fue cercada por el rey de León y los Lara. El conde Álvaro, encontrándose en esta plaza, enfermó gravemente y marchó a Toro donde decidió hacerse freire de la Orden de Santiago.

## Muerte y sepultura

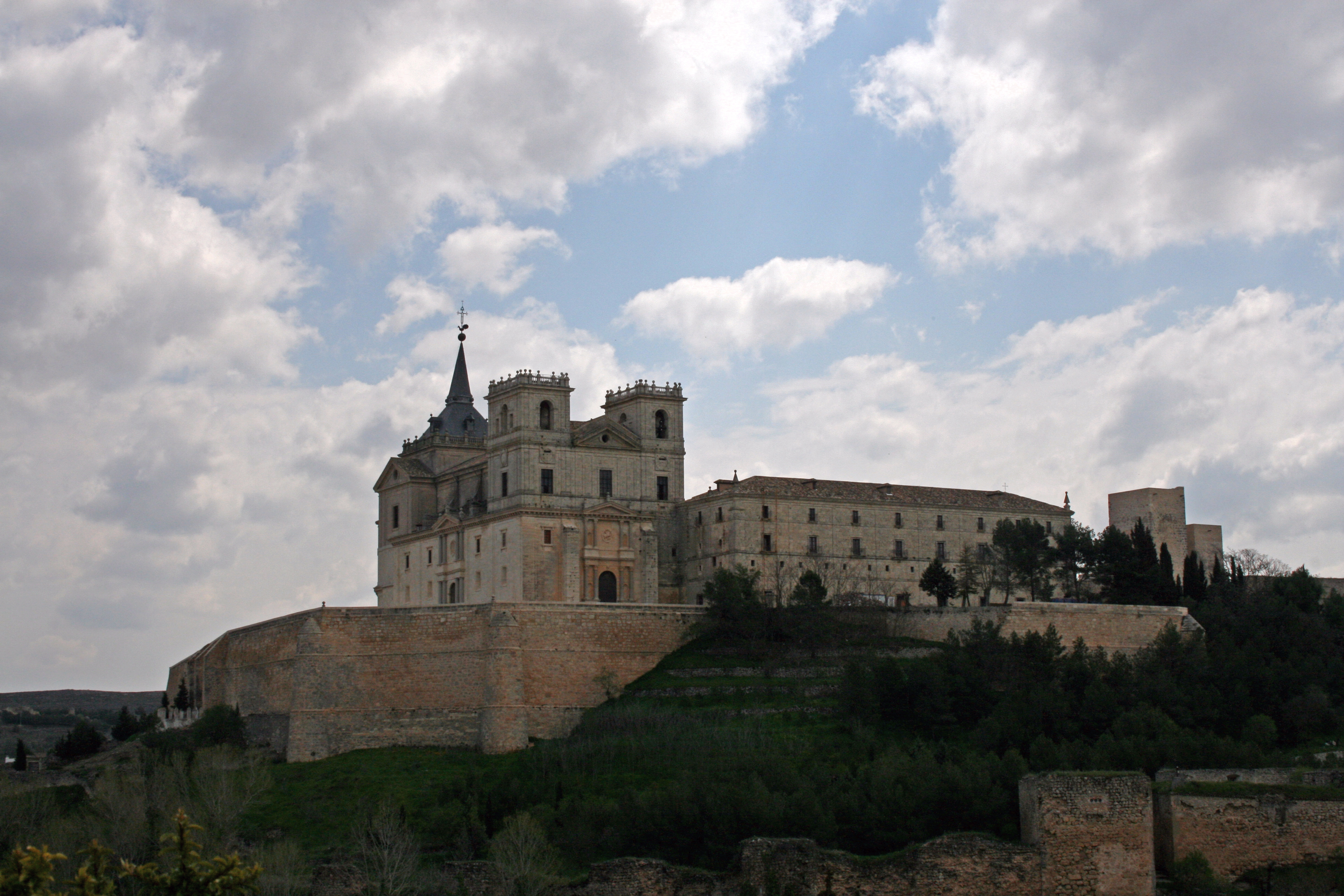
Monasterio de Uclés donde fue enterrado el conde Álvaro Núñez de Lara

Según la crónica del arzobispo Jiménez de Rada, el conde Álvaro enfermó y falleció en Castrejón donde había llegado persiguiendo a Gonzalo Rodríguez Girón y al señor de Vizcaya, Lope Díaz de Haro. La Crónica General difiere y narra la siguiente versión sobre su muerte y enterramiento:

... et levaronle a Toro. Et allí, aquexado del grant arrequexamiento de la muert et de grand pobreza a que era aducho ya, quando ningun acorro vio que non podie aver de ninguna parte, diosse a la cavallería de Sant Yague et metiosse en essa orden; et en aquel logar, esto es en la villa de Toro, acabo su vida et murio y, et soterrandole en Vcles.

## Matrimonio y descendencia
Álvaro contrajo matrimonio con Urraca Díaz de Haro, hija del señor de Vizcaya, Diego López de Haro y su mujer Toda Pérez de Azagra. No hubo sucesión de este matrimonio. En 1213, el conde donó a Urraca López de Haro, tía de su esposa, varias propiedades en la Bureba que permitieron a la reina viuda fundar el monasterio de Santa María la Real de Vileña en 1192.
Tuvo cuatro hijos ilegítimos con Teresa Gil de Osorno:
- Fernando Álvarez de Lara quien heredó Valdenebro, villa que dio nombre a su descendencia. En 1228, su prima lejana Aurembiaix de Urgel le donó una propiedad eclesiástica.[49] Contrajo matrimonio con Teresa Rodríguez de Villalobos.[50]
- Gonzalo Álvarez de Lara.[50]
- Rodrigo Álvarez de Lara. Se distinguió en la carrera militar y estuvo en la conquista de Córdoba y de Sevilla. Recibió Tamariz y Alcalá de Guadaira en los repartimientos.[51] Confirma en la corte hasta 1260. Contrajo matrimonio con Sancha Díaz de Cifuentes,[50] hija de Diego Froilaz y Aldonza Martínez de Silva.
- Nuño Álvarez de Lara.[50]